# Angelica gigas
Angelica gigas es una especie de hierba de la familia de las apiáceas. Es originaria de  China, Japón y Corea. Habita en bosques, praderas y riberas de los arroyos. Las raíces se utilizan en la medicina tradicional china.

## Descripción
Angelica gigas es una planta robusta que alcanza un tamaño  de 1 a 2 metros de altura con profundas raíces gruesas y el tallo acanalado de color púrpura. Las láminas de las hojas tienen un contorno triangular-ovado. Miden de 20-40 × 20-30 cm, 2-3 -ternadas- pinnadas. La inflorescencia en forma de umbela mide 5-8 cm de diámetro. Sus flores oscuras púrpura-rojo florecen a finales del verano.

## Cultivo
Para el suelo del jardín húmedo, a pleno sol o semisombra. La planta se propaga mejor a través de las semillas en la primavera. La planta es una  perenne y florece en los meses de julio y agosto.

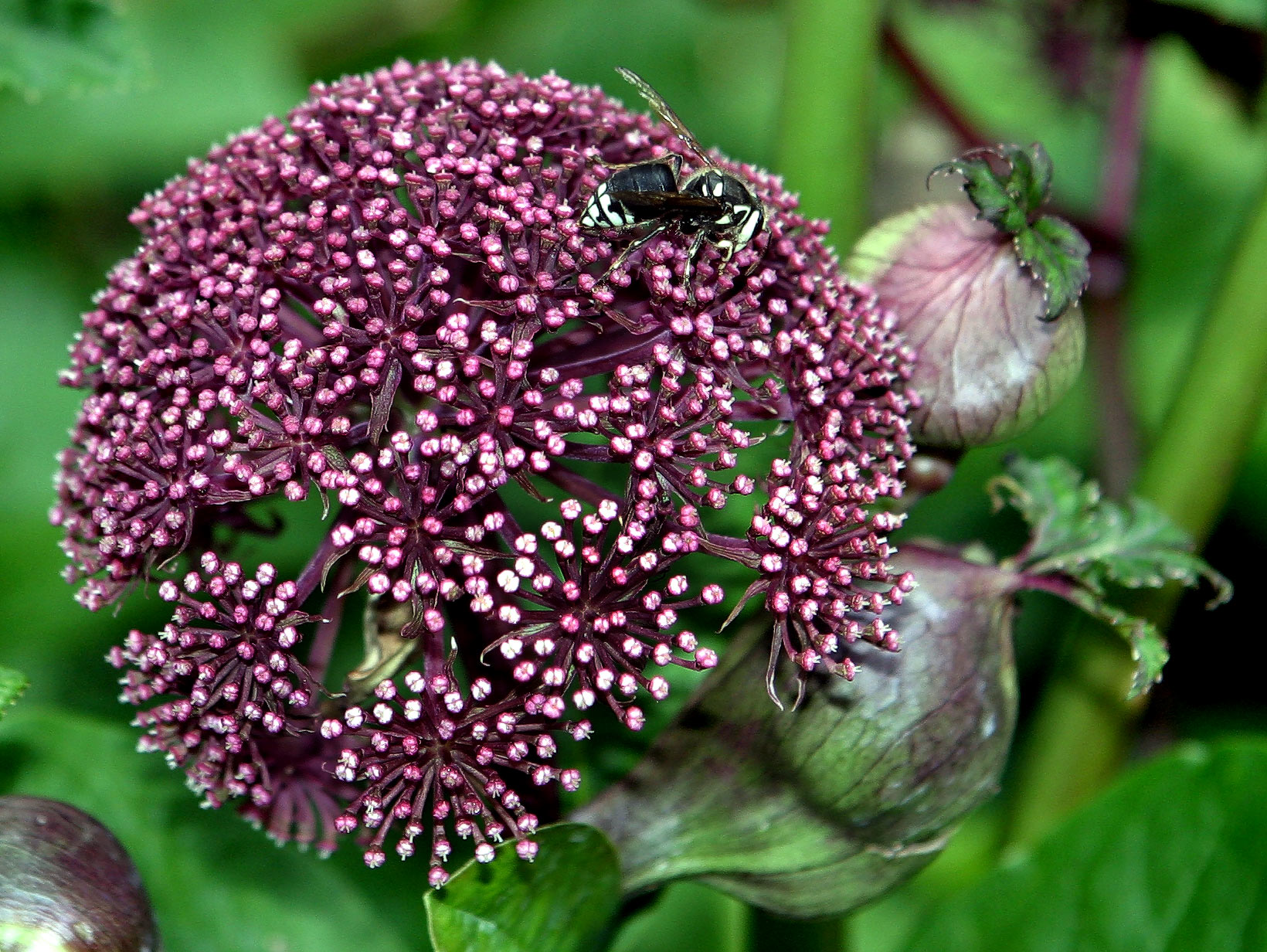
Flores

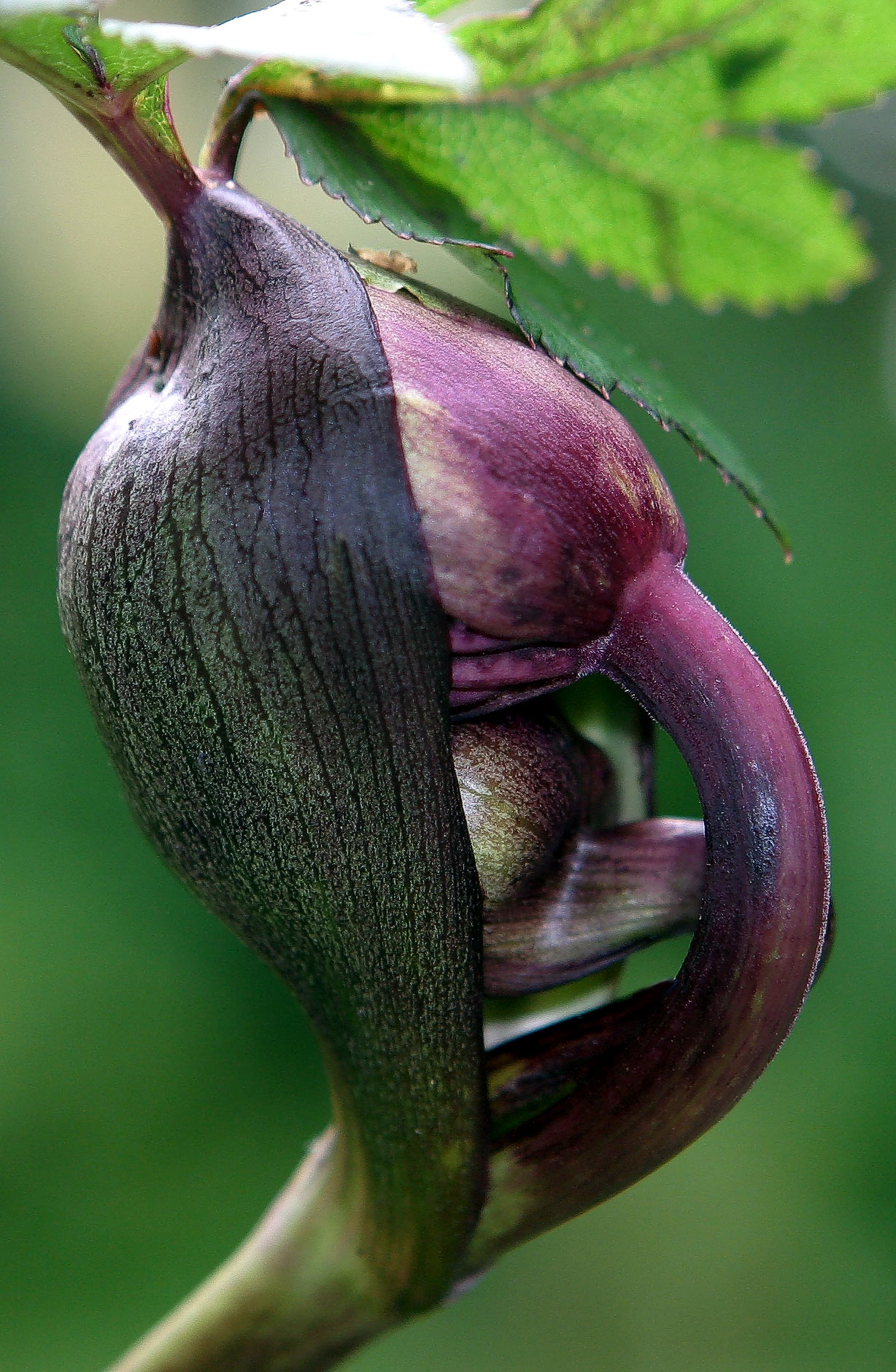
Detalle

## Química
La investigación reciente en 2007 ha aislado un producto químico de la raíz de la planta, un derivado de la cumarina llamado decursin, que puede tener propiedades anti-androgénicas in vitro.

## Taxonomía
Angelica gigas fue descrita por  Takenoshin Nakai y publicado en Botanical Magazine 31(364): 100. 1917.
Etimología
Etimología
Ver: Angelica
gigas: epíteto que significa "gigante".